# 鲁迪·佩雷斯
魯迪·阿馬多·佩雷斯（英語：Rudy Amado Pérez，1958年5月14日—）是一名出生於古巴的美國音樂家，其職業為詞曲作家、作曲家、音樂製作人、改編曲作家、音訊工程師和歌手，並成立娛樂企業家和慈善機構。